# Banzai (film fra 1918)
Banzai er en amerikansk stumfilm fra 1918.